# Fight for the Fallen (2019)
Fight for the Fallen (2019) – gala wrestlingu wyprodukowana przez federację i dla zawodników All Elite Wrestling (AEW). Odbyła się 13 lipca 2019 w Daily’s Place w Jacksonville w stanie Floryda. Fight for the Fallen odbyła się jako impreza charytatywna wspierająca ofiary przemocy z użyciem broni, nawiązując do tytułu gali. Emisja była przeprowadzana na żywo przez serwis strumieniowy B/R Live w Ameryce Północnej za darmo oraz w systemie pay-per-view na całym świecie. Była to pierwsza gala w chronologii cyklu Fight for the Fallen.
Na gali odbyło się dziewięć walk, w tym trzy podczas pre-show Buy In. W walce wieczoru, The Young Bucks (Matt Jackson i Nick Jackson) pokonali The Brotherhood (Cody’ego i Dustina Rhodesa). W innych ważnych walkach, Kenny Omega pokonał Cimę oraz Adam Page pokonał Kipa Sabiana.

## Rywalizacje
Fight for the Fallen oferowało walki profesjonalnego wrestlingu z udziałem wrestlerów należących do federacji All Elite Wrestling. Oskryptowane rywalizacje (storyline’y) kreowane są podczas odcinków serii Being The Elite i The Road to Fight for the Fallen. Wrestlerzy są przedstawieni jako heele (negatywni, źli zawodnicy i najczęściej wrogowie publiki) i face’owie (pozytywni, dobrzy i najczęściej ulubieńcy publiki), którzy rywalizują pomiędzy sobą w seriach walk mających budować napięcie. Kulminacją rywalizacji jest walka wrestlerska lub ich seria.

### Rywalizacje
Na Double or Nothing po tym, jak Cody pokonał swojego brata Dustina Rhodesa, powiedział, że jako wiceprezes wykonawczy AEW ustalił sobie Tag Team match z The Young Bucks (Matt Jackson i Nick Jackson) na Fight for the Fallen. Powiedział, że nie potrzebuje byle jakiego partnera, potrzebuje swojego brata, do którego Cody i Dustin objęli się, potwierdzając, że The Young Bucks zmierzy się z The Brotherhood (Cody i Dustin) na gali.
Przed galą ogłoszono, że The Dark Order (Evil Uno i Stu Grayson), Angélico i Jack Evans oraz Jungle Boy i Luchasaurus zmierzą się w Three-Way Tag Team matchu na Fight for the Fallen, w którym zwycięska drużyna zawalczy 31 sierpnia na All Out, aby mieć szansę na bycie w drugiej rundzie turnieju o AEW World Tag Team Championship.

## Wyniki walk
| Nr                                                                   | Wyniki | Stypulacje | Czas  |
| -------------------------------------------------------------------- | --- | --- | ----- |
| 1P                                                                   | Sonny Kiss pokonał Petera Avalona (z Levą Bates) | Singles match | 5:10  |
| 2P                                                                   | Bea Priestley i Shoko Nakajima pokonały Dr. Britt Baker i Riho                                                                                      | Tag team match | 15:40 |
| 3                                                                    | MJF, Sammy Guevara i Shawn Spears pokonali Darby’ego Allina, Jimmy’ego Havoca i Joeya Janelę                                                        | Six-man tag team match | 13:15 |
| 4                                                                    | Brandi Rhodes (z Awesome Kong) pokonała Allie | Singles match | 11:00 |
| 5                                                                    | The Dark Order (Evil Uno i Stu Grayson) pokonali Angélico i Jacka Evansa oraz A Boy and His Dinosaur (Jungle Boya i Luchasaurusa) (z Marko Stuntem) | Three-way tag team match Zwycięzcy będą walczyli na All Out o bycie w drugiej rundzie turnieju o AEW World Tag Team Championship. | 15:15 |
| 6                                                                    | Adam Page pokonał Kipa Sabiana | Singles match | 19:05 |
| 7                                                                    | Lucha Brothers (Pentagón Jr. i Rey Fénix) pokonali SoCal Uncensored (Frankiego Kazariana i Scorpio Skya) (z Christopherem Danielsem)                | Tag team match | 15:10 |
| 8                                                                    | Kenny Omega pokonał Cimę | Singles match | 22:30 |
| 9                                                                    | The Young Bucks (Matt Jackson i Nick Jackson) pokonali The Brotherhood (Cody’ego i Dustina Rhodesa)                                                 | Tag team match | 31:25 |
| (c) – mistrz/mistrzyni przed walkąP – walka miała miejsce w pre-show | | |       |